# 球根真藓
球根真藓（学名：Bryum radiculosum）为真藓科真藓属下的一个种。

## 扩展阅读
- 維基物種上的相關：球根真藓